# Исчезновение C-124 в Атлантике (1951)
Исчезновение C-124 в Атлантике — событие, произошедшее в страстную пятницу 23 марта 1951 года с самолётом Douglas C-124A в Атлантическом океане в нескольких сотнях миль к западу от побережья Ирландии. При перелёте через океан из-за пожара на борту экипаж совершил успешное приводнение, а затем и эвакуацию на спасательные плоты. Однако когда к месту падения прибыли спасательные суда, самолёт и люди исчезли. Все находившиеся на борту 53 человека впоследствии были объявлены погибшими.
Это первое происшествие с участием Douglas C-124, на момент событий оно занимало первое место по числу жертв среди авиационных катастроф в нейтральных водах Атлантики (в настоящее время — девятое).

## Предшествующие обстоятельства
Douglas C-124A Globemaster II (регистрационный номер — 49-0244, заводской — 43173) из 509-й бомбардировочной группы выполнял перелёт с авиабазы Уокер (близ Розуэлла, США) на авиабазу Лейкенхит (Великобритания). В среду 21 марта в 19:15 UTC пилотируемый экипажем под командованием майора Уолтера Вагнера (англ. Walter A. Wagner) Дуглас вылетел с авиабазы Уокер и в 22:12 приземлился на авиабазе Барксдейл в Божер-Сити, где экипаж переночевал. Утром четверга 22 марта на борт сел основной пассажир — бригадный генерал ВВС Пол Томас Каллен (англ. Paul Thomas Cullen) и группа офицеров. Являясь крупным специалистом по воздушной разведке, Каллен теперь направлялся в Англию, чтобы вместе с подчинёнными ему офицерами сформировать там 7-ю авиационную дивизию стратегической авиации. Взлетев в 04:25 UTC, C-124 через 8 часов в 12:30 совершил посадку на следующей промежуточной остановке — авиабазе Лоринг. Здесь самолёт был дозаправлен, а экипаж получил обновлённую сводку о погоде на маршруте. После проведённых уточнений полёт теперь должен был выполняться не на авиабазу Лейкенхит, а на расположенную неподалёку от неё Милденхолл. C-124 выполнил взлёт и начал трансатлантический перелёт. На его борту всего находились 9 членов экипажа и 44 пассажира. Ещё на борту находился дополнительный груз, включая пустые топливные баки для бомбардировщиков Boeing B-29 Superfortress и шины шасси.

## Аварийная посадка
В пятницу 23 марта в 01:06 UTC радист доложил о местонахождении самолёта — 800 миль (1500 км) юго-западнее Ирландии. Но затем вскоре после этого с борта самолёта объявили сигнал бедствия, доложив о пожаре груза. Как сообщил радист, экипаж принял решение о приводнении. Приводнение произошло в районе 50°45′ с. ш. 24°03′ з. д., при этом самолёт уцелел и все люди пересели в 5 спасательных плотов. Данные плоты были снабжены необходимыми запасами пропитания, воды, сигнальными ракетами и аварийными радиостанциями. Для поисков людей был поднят Boeing B-29 Superfortress, принадлежащий базировавшейся в Англии 509-й группе и пилотируемый экипажем, командиром которого был капитан Мюллер (англ. Muller). Вскоре экипаж B-29 увидел плоты, находящиеся на которых люди при этом запускали сигнальные ракеты. На борту поискового самолёта не было аварийно-спасательного оборудования, поэтому он смог лишь сообщить на землю координаты места падения, после чего начал кружить вокруг плотов, ожидая спасательную авиацию, но никто больше не прибыл. Когда остаток топлива опустился до критического значения, экипаж Мюллера был вынужден вернуться на авиабазу.

## Исчезновение
Только спустя 19 часов в воскресенье 25 марта к месту падения прибыли спасательные самолёты и корабли, включая авианосец USS Coral Sea. Но в указанном месте они не обнаружили ни людей, ни самолёта. Были осмотрены тысячи квадратных миль, но не было найдено никаких обломков самолёта или тел кого-либо из находившихся на борту. Всё, что удалось обнаружить, это несколько обгоревших ящиков, сброшенных с самолёта перед приводнением, почти полностью сдувшийся спасательный плот, а также портфель на имя капитана Лоуренса Рафферти (англ. Lawrence E. Rafferty) — одного из пассажиров с борта 49-0244.
Что же случилось с людьми и самолётом, неизвестно до сих пор. В то же время отмечалась высокая активность советских военно-морских сил в данном районе, причём как надводных кораблей, так и подводных лодок. В связи с этим широко распространена версия о похищении американских лётчиков и самолёта советскими кораблями, особенно учитывая ценность находившегося среди них генерала Каллена. Критики данной версии указывают, что вряд ли бы советские корабли стали так рисковать, ведь для поисков англичане и американцы задействовали крупные силы. К тому же скрыть похищение 53 человек спустя столь длительное время весьма затруднительно.

## Последствия
В 2012 году на Арлингтонском национальном кладбище была установлена пустая могила для одного из находившихся на борту исчезнувшего самолёта — Лоуренса Рафферти (англ. Lawrence Rafferty), чей портфель был найден во время поисков.
В 2012 году там же были установлены пустая могила для Уолтера Томаса Петерсона (англ. Walter Thomas Peterson) и, в декабре, мемориальное надгробие для капитана Кэлвина Портера (англ. Calvin Porter).
5 сентября 2014 там же была установлена пустая могила для одного из членов экипажа Джека Редфорда Файфа (англ. 1st LT. Jack Radford Fife, a pilot with the 715th Bomb Squadron, 509th Bomb Wing).